# آي كي يو للبيانات (شركة)
آي كي يو للبيانات (بالإنجليزية: Dataiku)‏ هي شركة متخصصة في الذكاء الاصطناعي والتعلم الآلي تأسست عام 2013 ونمت بشكل كبير وسريع. في ديسمبر 2019 أعلنت الشركة أن شركة جوجل كابيتال - صندوق رأس المال الاستثماري في المرحلة المتأخرة من النمو الذي تموله شركة ألفبائية انضم إليها كمستثمر وأنه حقق مكانة يونيكورن، بقيمة 1.4 مليار دولار. توظف الشركة حاليًا أكثر من 1000 شخص حول العالم بين مكاتب في نيويورك واريس ولندن وميونيخ وسيدني وسنغافورة ودبي.

## تاريخ الشركة
تأسست الشركة عام 2013 على يد فلوريان دويتو وكليمنت ستيناك وتوماس كابرول ومارك باتي. في عام 2015 أنشأت مكتبها في الولايات المتحدة. في ديسمبر 2018 ، أعلنت الشركة عن جولة تمويل بقيمة 101 مليون دولار من السلسلة C. بقيادة ICONIQ Capital. في سبتمبر 2019 تم إدراج الشركة في قائمة فوربس سحاب، وهي تصنيف لأفضل 100 شركة سحابية خاصة في العالم.
في ديسمبر 2019 بعد يوم واحد من إطلاق Dataiku 6، انضم إلى الشركة كمستثمر وأن الشركة قد حققت وضع يونيكورن، بقيمة 1.4 مليار دولار.
في أغسطس 2020 أعلنت عن جولة تمويل إضافية بقيمة 100 مليون دولار من السلسلة D، بقيادة Stripes وTiger Global Management. لم تكشف الشركة عن تقييمها الجديد، لكنها قالت إنها «لا تزال يونيكورن».

## المنتجات
تم الإعلان عن برنامج Dataiku Data Science Studio (DSS) عام 2014 والذي يدعم النمذجة التنبؤية لبناء تطبيقات الأعمال.
تضمنت الإصدارات اللاحقة من DSS أيضًا ميزات أخرى. تقدم الشركة إصدارًا مجانيًا وإصدارات مؤسسية مع ميزات إضافية، مثل التعاون متعدد المستخدمين أو تسجيل النقاط في الوقت الفعلي.

## التمويل
في يناير 2015 ، جمعت الشركة 3.6 مليون دولار من سيرينا كابيتال وآلفين كابيتال، وهما صندوقان فرنسيان لرأس المال الاستثماري التكنولوجي المخاطر. تبع ذلك جمع 14 مليون دولار مع فيرست مارك كابيتال ‏ ، وهي شركة رأس مال استثماري في مدينة نيويورك في أكتوبر 2016. في سبتمبر 2017 ، جمعت الشركة استثمارًا بقيمة 28 مليون دولار من السلسلة B من Battery Ventures. في ديسمبر 2018 ، جمعت الشركة 101 مليون دولار لمنصة علوم البيانات. ومن بين المستثمرين ايكونيك كابيتال ، والفين كابيتال ، وباتري فنتشرز ، ودون كابيتال ، وفيرست مارك كابيتال. في ديسمبر 2019، اشترت شركة جوجل كابيتال بعض الأسهم المملوكة سابقًا لشركة سيرينا كابيتال في جولة ثانوية قدرت قيمة الشركة بمبلغ 1.4 مليار دولار. في عام 2020، تلقت الشركة 85 مليون يورو ، مما يعني أنها جمعت 212 مليون يورو منذ عام 2015.